# Tuan Andrew Nguyen
Tuan Andrew Nguyen   (Ciutat Ho Chi Minh, 1976) és un artista vietnamita conegut per les seves escultures i instal·lacions.

## Trajectòria
Nguyen i la seva família van emigrar com a refugiats als Estats Units d'Amèrica el 1979, i va créixer primer a Oklahoma i després al sud de Califòrnia. D'estudiant va desenvolupar una inclinació cap a la creació d'art col·lectiu com a membre d'un grup de grafit, fet que es consolidaria en el seu treball posterior amb The Propeller Group i en projectes en solitari amb diverses comunitats ètniques. Va continuar els seus estudis d'art a l'Institut de les Arts de Califòrnia amb Daniel Joseph Martinez, on va obtenir un Master of Fine Arts el 2004.
Aquell mateix any Nguyen va tornar al Vietnam i es va establir a Ciutat Ho Chi Minh, en part pel desig d'entendre i aprendre de la seva àvia escriptora. Després del trasllat, el país i la seva realitat es van convertir en un tema recurrent en la seva obra. El 2007 va ser cofundador de l'espai alternatiu dirigit per artistes Sàn Art a Ciutat Ho Chi Minh.
El seu treball s'inspira en la contra-memòria, el testimoni i el diàleg com a formes de resistència política i d'apoderament, destacant aquelles històries no oficials i poc representades que impliquen la consciència fragmentada de l'herència colonial i l'estranyament cultural de l'expatriació i la repatriació. La seva obra entrellaça elements fàctics i especulatius —recursos d'arxiu, ficció, exploracions de la memòria material incrustada en objectes (animisme) i àmbits sobrenaturals— a fi de reelaborar narracions dominants en vinyetes poètiques que imaginen formes alternatives de curació, supervivència i potencialitat política. El 2023, la crítica de The New York Times Roberta Smith va escriure: «Nguyen és un documentalista i un muntador de coses trencades amb preferència per la col·laboració. El seu treball té com a objectiu curar les vides fragmentades i recuperar els records suprimits de les persones marginades més afectades per la colonització, la guerra i el desplaçament, especialment al Vietnam».
L'obra de Nguyen forma part de les col·leccions d'art públiques del Museu d'Art Modern de Nova York, Museu Guggenheim, Museu d'Art de Singapur i Museu d'Art Modern de San Francisco, entre d'altres. L'any 2023 va rebre el Premi Joan Miró, on l'any següent va protagonitzar l'exposició titulada «Els nostres fantasmes viuen al futur». És membre cofundador del col·lectiu d'artistes The Propeller Group i té el lloc de treball a Ciutat Ho Chi Minh.